# Shropshire (race ovine)
Pour les articles homonymes, voir Shropshire et Shropshire (fromage).
 (avril 2018).
Si vous disposez d'ouvrages ou d'articles de référence ou si vous connaissez des sites web de qualité traitant du thème abordé ici, merci de compléter l'article en donnant les références utiles à sa vérifiabilité et en les liant à la section « Notes et références ».

## Histoire
Le shropshire a été sélectionné dans le comté anglais de Shropshire par croisement des races Southdown, Cotswold et Leicester. La race a été reconnue officiellement en 1859 par la Royal Agriculture Society et le livre généalogique de la race a été créé en 1883. Du milieu du XIXe siècle aux années 1940, elle a été largement importée aux États-Unis et au Canada où elle était dominante. Elle a subi de nombreuses modifications en Amérique du Nord. Elle est aujourd'hui plutôt rare en Angleterre et est tombée en désuétude en Amérique du Nord, à la suite de nouvelles exigences économiques, poussant à la sélection de races plus compactes, ainsi qu'en raison de problèmes d'aveuglement laineux.

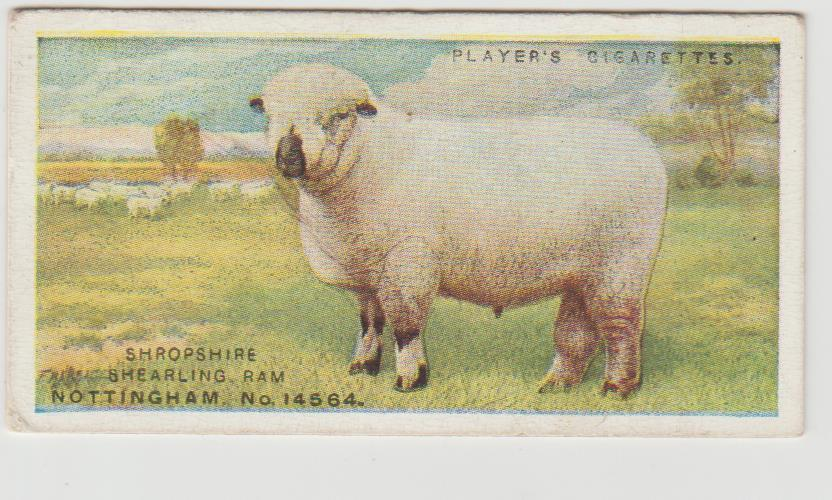
Mouton shropshire sur une carte de Player's dans les années 1930. Variété anglaise classique.

## Description

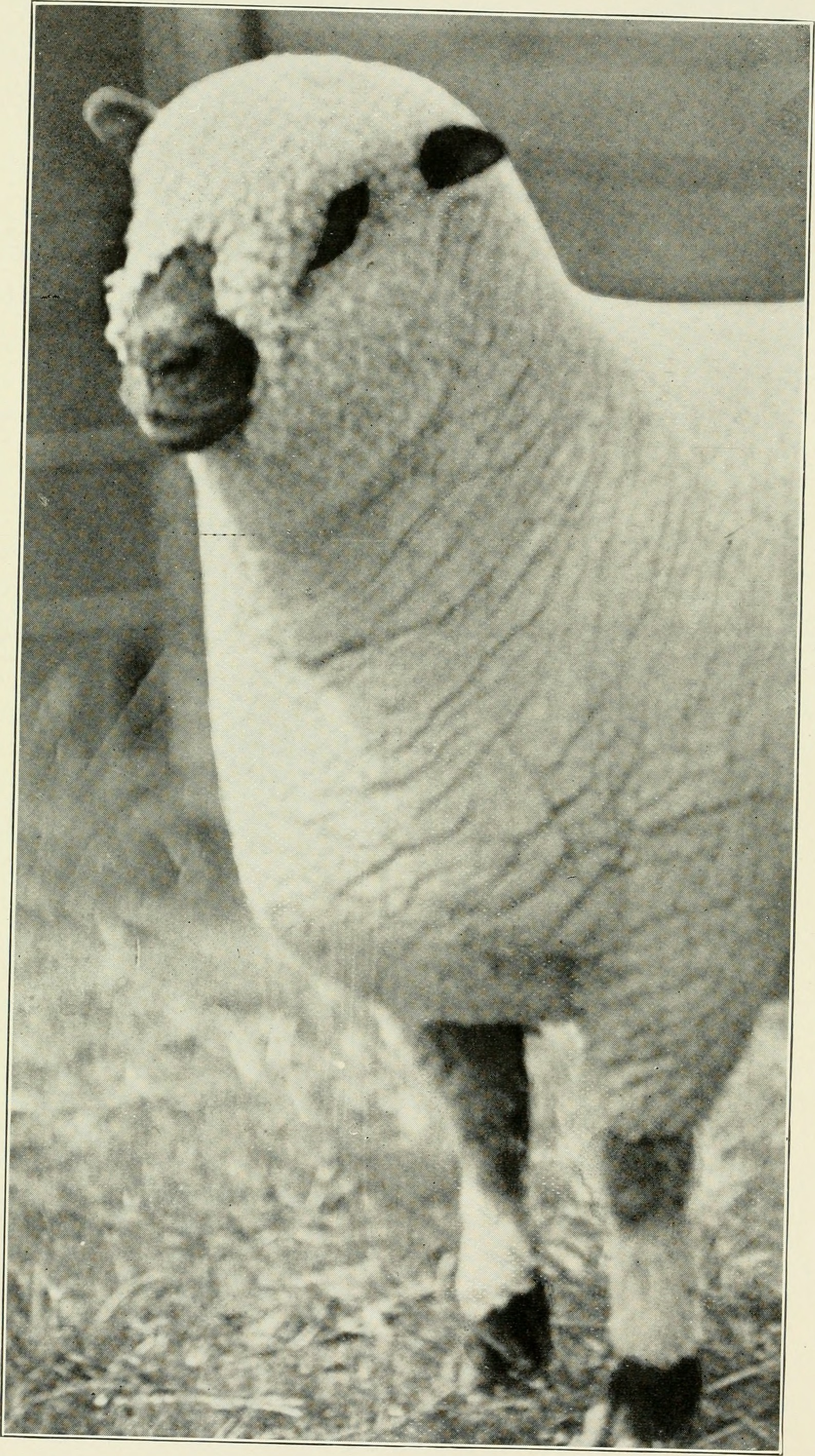
Tête de la variété anglaise classique.

Il s'agit d'un mouton à tête noire et à laine blanche. Le bélier peut dépasser les 100 kg, la brebis fait dans les 70-80 kg. La laine est de type médium, à mèche fermée. Le poids de laine des brebis est de 3 à 4 kg avec un rendement de 50 à 75 %.
Il présente également de bonnes qualités laitières et bouchères ainsi qu'une bonne prolificité, un agnelage facile et de bonnes qualités maternelles.
Enfin, c'est un mouton très rustique peu exigeant sur le fourrage.

## Intérêt écologique
Le shropshire est utilisé en Nouvelle-Zélande pour le désherbage des plantations de sapins de Noël car il ne s'attaque pas aux tronc des conifères et parce que sa laine dense ne se prend pas dans les branches.
En France, le parc naturel régional du Morvan en a introduit dans les plantations de sapins de Noël. Il est également employé dans certains vergers en agriculture biologique, ce qui concourt à une bonne efficacité énergétique de la production agricole.
En Belgique, la race est utilisée pour le projet "Sapins de Noël en Gestion différenciée" afin de tester l'efficacité du pâturage pour le désherbage en limitant l'apport d'herbicides dans les productions de sapins de Noël en Ardenne (sur les territoires des Parcs naturels de l'Ardenne méridionale et Haute-Sûre forêt d'Anlier ainsi que sur le territoire du Groupe d'Action Local Nov'Ardenne). 